# Vaandel van de stad Gent
Het krijgsvaandel van de stad Gent is een vaandel uit de collectie van het STAM. Het werk is geschilderd door Agnes van den Bossche en beeldt de maagd van Gent af.